# 6. december
6. december je 340. dan leta (341. v prestopnih letih) v gregorijanskem koledarju. Ostaja še 25 dni.

## Dogodki
- 1240 – Mongoli pod poveljstvom Batu kana osvojijo Kijev
- 1461 – Friderik III. ustanovi ljubljansko škofijo
- 1774 – Marija Terezija uvede splošno šolsko obveznost
- 1820 – José de San Martín v bitki pri Piscu porazi Špance
- 1877 – v Sloveniji je bil na ljubljanski višji realki opravljen prvi poskus s telefonom
- 1912 – Kitajci dobijo volilno pravico
- 1914 – Nemci zavzamejo Lodz
- 1917 – v Halifaxu trčita SS Imo in SS Mont-Blanc in z eksplozijo povzročita porušenje mesta
- 1921 – Združeno kraljestvo in Irska podpišeta mirovno pogodbo
- 1938 – Francija in Nemčija podpišeta sporazum o nedotakljivosti meja
- 1945 – zavezniki začasno prepovedo izhajanje tržaškega Primorskega dnevnika
- 1950 – V Celju ustanovijo Slovensko ljudsko gledališče
- 1972 – izstreljen Apollo 17
- 2020 – Sebastien Ogier postane že sedmič svetovni prvak v reliju

## Rojstva
- 1285 – Ferdinand IV., kastiljski kralj († 1312)
- 1421 – Henrik VI., angleški kralj († 1471)
- 1586 – Niccolò Zucchi, italijanski jezuit, astronom, fizik († 1670)
- 1642 – Johann Christoph Bach, nemški skladatelj († 1703)
- 1778 – Joseph Louis Gay-Lussac, francoski fizik, kemik († 1850)
- 1805 – Jean-Eugène Robert-Houdin, francoski čarovnik († 1871)
- 1816 – sir John Brown, angleški industrialec († 1896)
- 1868 – Fran Jaklič - Podgoričan, slovenski pisatelj († 1937)
- 1870 – Nikolaj Onufrijevič Losski, ruski filozof in teolog († 1965)
- 1896 – Ira Gershwin, ameriški skladatelj, tekstopisec († 1983)
- 1900 – Agnes Moorehead, ameriška igralka († 1974)
- 1908 – Pierre Graber, švicarski politik († 2003)
- 1920 – Dave Brubeck, ameriški jazzovski glasbenik († 2012)
- 1927 – Tone Ferenc, slovenski zgodovinar († 2003)
- 1942 – Peter Handke, avstrijski pisatelj in prevajalec
- 1945 – Josip Globevnik, slovenski matematik
- 1948 – Marius Müller-Westernhagen, nemški glasbenik in igralec
- 1948 – 
  - Jošihide Suga, japonski politik
  - Keke Rosberg, finski voznik formule 1
- 1973 – Valentin Hajdinjak, slovenski ekonomist in politik
- 1985 – Dulce Maria Espinoza Savinon mehiška pevka in igralka

## Smrti
- 884 – Karlman II., kralj Zahodnofrankovskega kraljestva (* okoli  866)
- 1093 – Anzelm III., milanski nadškof
- 1185 – Alfonz I., portugalski kralj (* 1109)
- 1240 – Konstanca Ogrska, ogrska princesa, češka kraljica (* 1180)
- 1305 – Maksim Kijevski, ruski metropolit
- 1306 – Roger Bigod, angleški plemič, 5. grof Norfolk (* 1245)
- 1352 – papež Klemen VI. (* 1291)
- 1370 – Rudolf II., vojvoda Saxe-Wittenberga (* 1307)
- 1658 – Baltasar Gracián y Morales, španski jezuit, pisatelj in filozof (* 1601)
- 1749 – Pierre Gaultier de Varennes, Sieur de La Vérendrye, francosko-kanadski častnik, trgovec s krznom, raziskovalec (* 1685)
- 1805 – Nicolas-Jacques Conté, francoski slikar, izumitelj (* 1755)
- 1834 – Ludwig Adolf Wilhelm von Lützow, pruski general (* 1782)
- 1836 – Antonio Franconi, francoski impresarij italijanskega rodu (* 1737)
- 1872 – Félix-Archimède Pouchet, francoski naravoslovec (* 1800)
- 1879 – Erastus Brigham Bigelow, ameriški industrialec (* 1814)
- 1882 – Louis Blanc, francoski utopični realist (* 1811)
- 1892 – Ernst Werner von Siemens, nemški inženir, podjetnik (* 1816)
- 1916 – Friedrich Ernst Dorn, nemški fizik (* 1848)
- 1926 – Claude Monet, francoski slikar (* 1840)
- 1936 – Emil Adamič, slovenski skladatelj, dirigent, publicist, kritik (* 1877)
- 1956 – Bhimrao Ramdži Ambedkar, indijski budistični socialni reformator, pravnik in filozof (* 1891)
- 1974 – Nikolaj Gerasimovič Kuznecov, ruski admiral (* 1904)
- 1988 – Roy Orbison, ameriški pevec, glasbenik (* 1936)
- 2020:
  - Džej Ramadanovski, srbski pevec (* 1964)
  - Neil Armstrong (hokejski sodnik), kanadski hokejski sodnik (* 1932)
  - Dennis Ralston, ameriški tenisač (* 1942)

## Prazniki in obredi
- sveti Miklavž – godovni dan v Rimskokatoliški in v pravoslavnih Cerkvah (v Cerkvah, ki uporabljajo še stari pravoslavni koledar, je ta praznik 19. decembra)